# 琼·奥尔
琼·奥尔（Jean M. Auel，1936年2月18日—），美国女作家。她最出名的作品是《洪荒孤女》系列小说，背景设定在史前时代的欧洲。1976年获波特兰大学MBA学位，求学期间加入过门萨国际组织。1977年开始研究冰河时期为写小说做准备。第一部《爱拉与穴熊族》即获得不少文学奖项提名。